# Kesseldorf
Kesseldorf ist eine französische Gemeinde mit 445 Einwohnern (Stand 1. Januar 2021) im Département Bas-Rhin in der Europäischen Gebietskörperschaft Elsass und in der Region Grand Est.
Bevor der Rhein kanalisiert wurde, verzweigte er sich in zahlreiche Nebenarme und verursachte so auch Schäden. In der Folge wurden im unteren Elsass zahlreiche Siedlungen auf Sandinseln gebaut.

## Bevölkerungsentwicklung
| 1962 | 1968 | 1975 | 1982 | 1990 | 1999 | 2005 | 2017 |
| ---- | ---- | ---- | ---- | ---- | ---- | ---- | ---- |
| 306  | 307  | 332  | 320  | 317  | 331  | 402  | 404  |